# Franz Sedlacek
Franz August Moritz Georg Sedlacek (21. ledna 1891 ve Vratislavi – nezvěstný od 1. února 1945 v Polsku) byl rakouský malíř.

## Život
Franz Sedlacek se narodil v roce 1891 ve Vratislavi jako nejstarší ze tří synů rakouského výrobce chladicích strojů Julia Sedlaceka a Klary Riemannové. V roce 1897 se rodina přestěhovala do Lince. Sedlacek maturoval v roce 1909 na reálném gymnáziu a přesídlil v následujícím roce do Vídně, kde studoval architekturu. V následujícím roce přešel na chemii. Vedle toho byl stále aktivní jako umělec; poprvé vystavoval v Linci roku 1912. V roce 1913 založil spolu s Antonem Lutzem, Franzem a Klemensem Broschovými a Heinzem Bitzanem linecké umělecké sdružení MAERZ.
Po nasazení v první světové válce uzavřel v roce 1921 studium na Technické univerzitě ve Vídni promocí s titulem Dr. techn. a poté pracoval v Technickém muzeu ve Vídni, mimo jiné jako vedoucí oddělení chemického průmyslu. V roce 1923 se oženil s Marií Albrechtovou, z manželství se narodily dvě dcery. V roce 1927 se stal členem Vídeňské secese. V roce 1933 se stal členem Vlastenecké fronty, již v roce 1937 vstoupil do národně socialistické organizace v Technickém muzeu a po anšlusu Rakouska v roce 1938 požádal o členství v NSDAP. V červenci téhož roku usiloval o členství v Říšské komoře pro výtvarné umění. V roce 1939 podruhé nastoupil válečnou službu. Sedlacek tak poté prošel Stalingrad, Norsko a Polsko. Je pohřešován od 1. února 1945 u města Toruň v Polsku. Roku 1972 byl prohlášen za mrtvého.

## Dílo

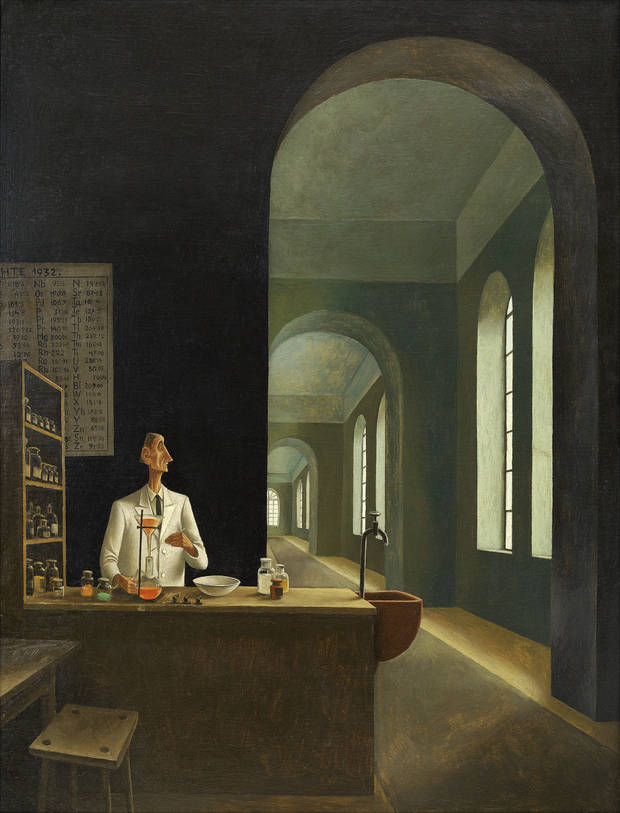
Chemik (autoportrét, 1932)

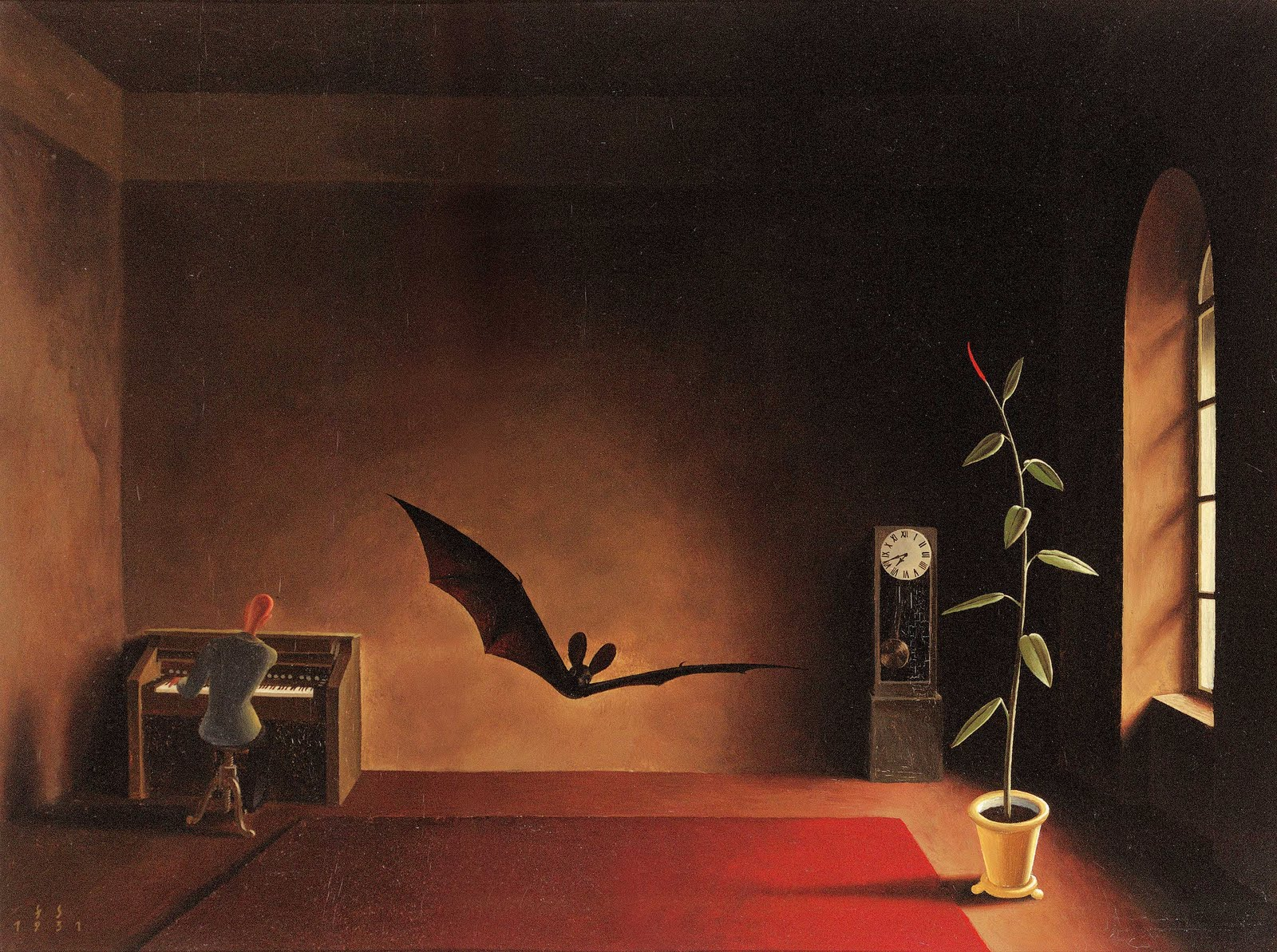
Píseň za soumraku (1931)

Sedlacek zpočátku tvořil grafiky. První práce mu vycházely v časopisech jako Die Muskete a Simplicissimus. Později přešel na olejomalbu. Jeho práce se vyznačují velkou přesností a detailností. Zvláště charakteristická je jeho záliba v kontrastech, jež po vzoru starých mistrů zesiloval lazurami.
Stylově se Sedlacekovo dílo řadí mezi magický realismus a Novou věcnost. Témata bývají fantastická, surrealistická. Často zobrazuje nestvůry a karikatury, vyznění je obvykle melancholické až hrozivé.
V období mezi válkami byl Franz Sedlacek považován za jednoho z nejvýznamnějších umělců Rakouska. Později bylo jeho dílo pozapomenuto a je znovu objevováno po roce 1990.
- Posedlý, WV 8, Olej na kartonu, 71 x 86 cm, Lentos Kunstmuseum Linz (1921)
- Knihovna, WV 25, Olej na překližce, 60,5 × 75,5 cm, státní Muzeum horního Rakouska, státní galerie v Linci (1926)
- Cvičební louka, WV 28, Olej na překližce, 26,5 x 23,3 cm, Lentos Kunstmuseum Linz (1926)
- Svatí tři králové, WV 33, Olej na překližce, 75,5 × 60 cm, Nordico Museum, Linz (1926)
- Útěk do Egypta, WV 34, Olej na dřevě, 80 × 65 cm, Sbírka Leopolda II. (1927)
- Noční návrat domů, WV 37, Olej na překližce, 60 x 75 cm, Zemské muzeum Horního Rakouska, Státní galerie v Linci (1927)
- Duch nad stromy, WV 44, Olej na dřevě, 45 × 49.8 cm, Sbírka Leopolda II. (1928)
- Krajina se sv. Šebestiánem, WV 62, Olej na překližce, 57,5 x 69,5 cm, Lentos Kunstmuseum Linz (1930)
- Krajina s duhou, WV 63, Olej na překližce, 45 × 41,5 cm, Univerzita užitého umění ve Vídni (1930)
- Zimní krajina, WV 66, Olej na dřevě, 64 × 81,5 cm, Wien Museum (1931)
- Chemik, WV 79, Olej na překližce, 82,5 × 63 cm, Wien Museum (1932)
- Odpočinek na útěku do Egypta, WV 96, Olej na překližce, 62 x 55 cm, Zemské muzeum Horního Rakouska, Státní galerie v Linci (1934)
- Romantická krajina se skalním obloukem a lupiči, WV 94, Olej na překližce, 48 × 60 cm, Nordico Museum, Linec (1934)
- Východotyrolská krajina, WV 98, Olej na překližce, 47 x 62,5 cm, Zemské muzeum Horního Rakouska, Státní galerie v Linci (1934)
- Město v horách, WV 101, Olej na překližce, 49,7 × 71,6 cm, Nordico Museum, Linz (1935)
- Květiny s ještěrkou, WV 105, Olej na překližce, 54 x 42,3 cm, Univerzita užitého umění ve Vídni (1935)
- Bouřlivá krajina, WV 111, Olej na překližce, 50 x 39.8 cm, Nordico Museum, Linz (1936)

## Výstavy
- Franz Sedlacek (1891-1945). Weitra - Linz, 2001. Zemské muzeum Horního Rakouska
- Franz Sedlacek. Chemiker der Phantasie. 30. ledna až 21. dubna 2014. Wien Museum